# Tropichelura gomezi
Tropichelura gomezi is een vlokreeftensoort uit de familie van de Cheluridae. De wetenschappelijke naam van de soort is voor het eerst geldig gepubliceerd in 1976 door Ortiz.